# Nazionale femminile di pallacanestro della Costa d'Avorio
La nazionale di pallacanestro femminile della Costa d'Avorio rappresenta la Costa d'Avorio nelle manifestazioni internazionali femminili di pallacanestro organizzate dalla FIBA. Viene gestita dalla Fédération Ivoirienne de Basket-Ball.

## Piazzamenti

### Campionati africani
- 1977 - 4°
- 1981 - 5°
- 1983 - 5°
- 1990 - 6°
- 1993 - 5°

- 1994 - 5°
- 2000 - 8°
- 2007 - 8°
- 2009 - 4°
- 2011 - 8°

- 2013 - 7°
- 2017 - 5°
- 2019 - 8°
- 2021 - 7°
- 2023 - 11°

- 2025 - 7°

## Formazioni

### Campionati africani
Campionato africano femminile di pallacanestro 19904 Koffi, 5 Dioobaté, 6 Kamara, 7 Doh Dodo, 8 N'doura Abouah, 9 Djadjikan, 10 N'Gouanlessa, 11 Grangbot, 12 Inago, 13 Kouedan, 14 Esok, 15 Diallo,        All. -
Campionato africano femminile di pallacanestro 19934 Koffi, 5 Dioobaté, 6 Doh Dodo, 7 Sidibé, 9 Djadjikan, 10 Veronique A.G., 11 Grangbot, 12 Inago, 13 Yepe, 14 Esok, 15 Diallo,        All. -
Campionato africano femminile di pallacanestro 19944 Koffi, 5 Sidibé, 6 Viviane D., 7 Chantal D.A., 8 Awa M., 9 Fata D., 10 Kaolidiatou S., 11 Grangbot, 12 Veronique A.G., 13 Yepe, 14 Esok, 15 Patricia L.,        All. -
Campionato africano femminile di pallacanestro 20004 M. Koffiamon, 5 F. Dïamoutane, 6 A. Diomande, 7 A. Gnepa Komene, 8 K. Coulibaly, 9 K. Sana, 10 Coulibaly, 11 M. Djouara, 12 Animan, 13 N'Garsanet, 14 P. Mene Hojan, 15 Enan,        All. -
Campionato africano femminile di pallacanestro 20074 F. Koné, 5 M. Kolga, 6 Gbané, 7 A. Koné, 8 N'Goran, 9 Djire Youssouf, 10 Diabaté, 11 Djedjemel, 12 Diomandé, 13 Kouyaté, 14 Fofana, 15 A. Kolga,        All. -
Campionato africano femminile di pallacanestro 20094 Berté, 5 M. Kolga, 6 A. Kolga, 7 Koné, 8 Fofana, 9 Djedjemel, 10 K. Kouyaté, 11 Abbady, 12 Gbané, 13 M. Kouyaté, 14 C. N'Garsanet, 15 S. N'Garsanet,        All. -
Campionato africano femminile di pallacanestro 20114 De Mel Bindé, 5 Kolga, 6 S. N'Garsanet, 7 Berté, 8 Bognini, 9 Djedjemel, 10 K. Kouyaté, 11 M. Meité, 12 A. Meité, 13 C. N'Garsanet, 14 M. Kouyaté, 15 Fofana,        All. Simon Guillou
Campionato africano femminile di pallacanestro 20134 Koné, 5 Camara, 6 Cissé, 7 Diabaté, 8 Diaby, 9 Berté, 10 Kouyaté, 11 Diomandé, 12 Djedjemel, 13 M. Meité, 14 A. Meité, 15 Fofana,        All. Clément Djadji
Campionato africano femminile di pallacanestro 20174 Cissé, 5 Aw. Koné, 6 Ab. Koné, 7 Diawara, 8 N'Goran, 9 Djedjemel, 10 K. Kouyaté, 11 Kouakou, 12 Bognini, 13 Diaby, 14 M. Kouyaté, 15 Fofana,        All. Simon Guillou
Campionato africano femminile di pallacanestro 20194 Kolga, 5 Amani, 6 Yomy, 7 Diawara, 8 Fofana, 9 Berté, 10 K. Kouyaté, 11 Kouakou, 12 Bognini, 14 M. Kouyaté, 15 Gnanou, 99 Djedjemel,        All. Alpha Mané
Campionato africano femminile di pallacanestro 20194 Kolga, 5 Amani, 6 Yomy, 7 Diawara, 8 Fofana, 9 Berté, 10 K. Kouyaté, 11 Kouakou, 12 Bognini, 14 M. Kouyaté, 15 Gnanou, 99 Djedjemel,        All. Alpha Mané
Campionato africano femminile di pallacanestro 20215 Amani, 6 Koné, 7 Diawara, 8 Diarrasouba, 9 Djedjemel, 10 K. Kouyaté, 11 Sahié, 12 Sieza, 13 Ouraga, 14 M. Kouyaté, 15 Berté, 21 Konaté,        All. Igor Kovačević
Campionato africano femminile di pallacanestro 20230 Doumbia, 4 Kolga, 5 Amani, 6 Ouraga, 7 Diawara, 9 Djedjemel, 10 Koné, 11 Fofana, 12 Bognini, 17 Tolo, 23 Guindo, 24 Sieza,        All. Zoran Višić
Campionato africano femminile di pallacanestro 20250 Kaiser, 5 Amani, 6 Ouraga, 7 Diawara, 8 Savadogo, 10 Dosso, 11 Sahie, 13 Diakite, 14 Alston, 15 Tolo, 17 Ble, 22 Diaby,        All. Stéphane Leite